# Satyrium carneum
Satyrium carneum är en orkidéart som först beskrevs av William Aiton, och fick sitt nu gällande namn av John Sims. Satyrium carneum ingår i släktet Satyrium och familjen orkidéer. Inga underarter finns listade i Catalogue of Life.

## Bildgalleri

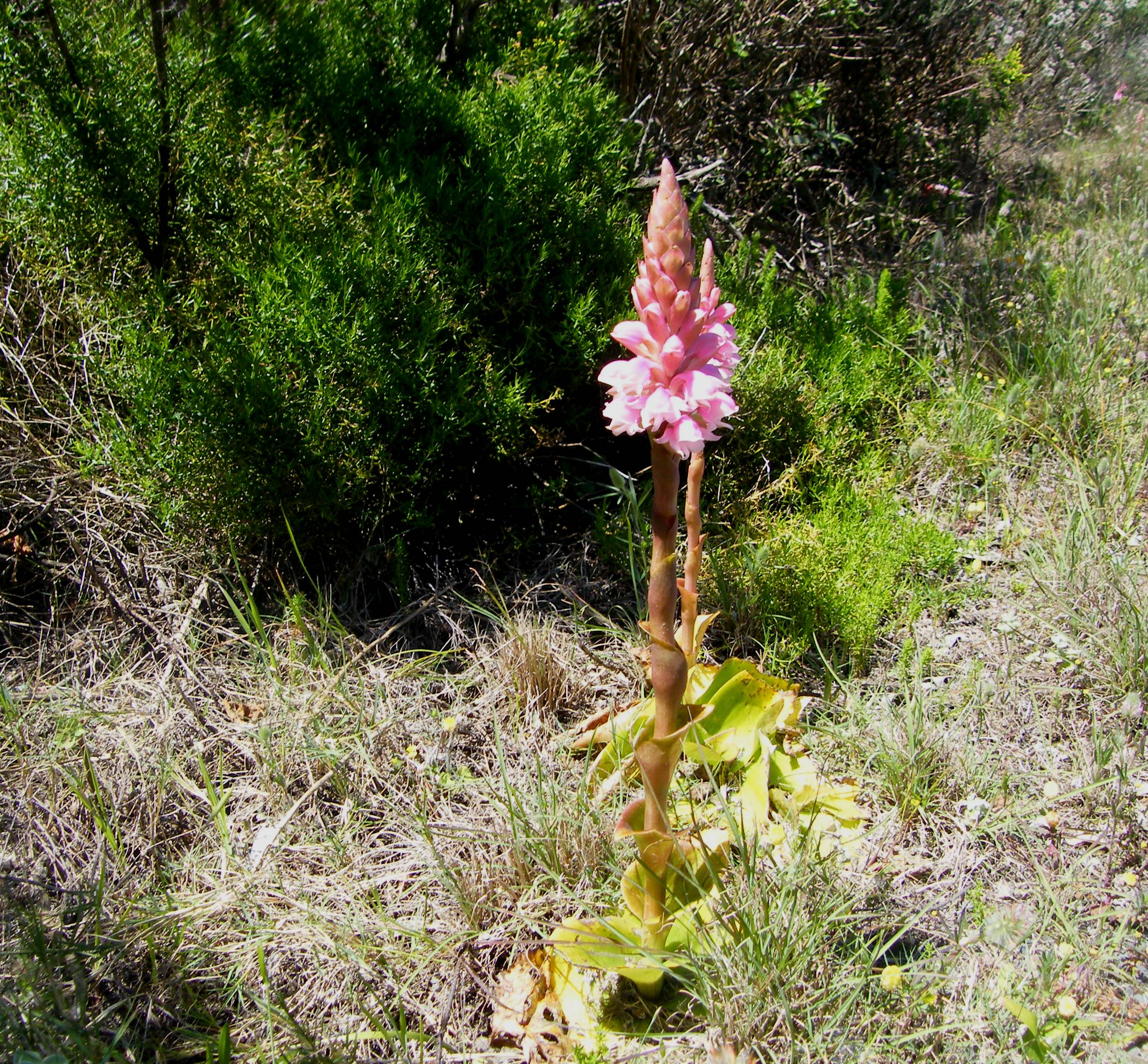